# Université de Tabriz
 (août 2023).
La mise en forme du texte ne suit pas les recommandations de Wikipédia : il faut le « wikifier ».
Les points d'amélioration suivants sont les cas les plus fréquents. Le détail des points à revoir est peut-être précisé sur la page de discussion.
- Les titres sont pré-formatés par le logiciel. Ils ne sont ni en capitales, ni en gras.
- Le texte ne doit pas être écrit en capitales (les noms de famille non plus), ni en gras, ni en italique, ni en « petit »…
- Le gras n'est utilisé que pour surligner le titre de l'article dans l'introduction, une seule fois.
- L'italique est rarement utilisé : mots en langue étrangère, titres d'œuvres, noms de bateaux, etc.
- Les citations ne sont pas en italique mais en corps de texte normal. Elles sont entourées par des guillemets français : « et ».
- Les listes à puces sont à éviter, des paragraphes rédigés étant largement préférés. Les tableaux sont à réserver à la présentation de données structurées (résultats, etc.).
- Les appels de note de bas de page (petits chiffres en exposant, introduits par l'outil «  Source ») sont à placer entre la fin de phrase et le point final[comme ça].
- Les liens internes (vers d'autres articles de Wikipédia) sont à choisir avec parcimonie. Créez des liens vers des articles approfondissant le sujet. Les termes génériques sans rapport avec le sujet sont à éviter, ainsi que les répétitions de liens vers un même terme.
- Les liens externes sont à placer uniquement dans une section « Liens externes », à la fin de l'article. Ces liens sont à choisir avec parcimonie suivant les règles définies. Si un lien sert de source à l'article, son insertion dans le texte est à faire par les notes de bas de page.
- La présentation des références doit suivre les conventions bibliographiques. Il est recommandé d'utiliser les modèles {{Ouvrage}}, {{Chapitre}}, {{Article}}, {{Lien web}} et/ou {{Bibliographie}}. Le mode d'édition visuel peut mettre en forme automatiquement les références.
- Insérer une infobox (cadre d'informations à droite) n'est pas obligatoire pour parachever la mise en page.

Pour une aide détaillée, merci de consulter Aide:Wikification.
Si vous pensez que ces points ont été résolus, vous pouvez retirer ce bandeau et améliorer la mise en forme d'un autre article.
L'université de Tabriz (persan : دانشگاه تبريز, Danushgah-e Tebriz) est une université publique située à Tabriz, en Azerbaïdjan oriental, dont l'objectif fondamental est de créer un centre d'excellence dans l'enseignement supérieur et la recherche.

## Historique
L'université de Tabriz est l’une des plus anciennes d'Iran. Université publique iranienne créée en 1946, comme le deuxième grand institut de formation supérieure et de recherches après l'ouverture de l'université de Téhéran, est située à Tabriz, le chef-lieu de la région nord-ouest d'Iran.
Avant la révolution de 1979 elle était connue sous le nom de « université d'Azerbayjan ».
C'est l'une des cinq universités les mieux classées d'Iran et l'une des dix universités les plus sélectives du pays. L'université de Tabriz est la deuxième plus ancienne université d'Iran après l'université de Téhéran et possède le deuxième plus grand campus du pays, qui est la plus grande institution universitaire du nord-ouest du pays. L'université est également membre de l'Association des universités du Caucase.

## Examen d'entrée à l'université
L'admission au premier cycle à l'université de Tabriz est limitée aux 3 % des meilleurs étudiants qui réussissent l'examen national d'entrée administré chaque année par le ministère iranien des Sciences, de la Recherche et de la Technologie. Pour certains domaines concurrentiels, il doit être compris entre 1 %.

## Réputation
L'université est connue pour être stricte et généralement, la moyenne pondérée cumulative (GPA) des étudiants est inférieure à celle de leurs pairs dans d'autres universités iraniennes. De plus, l'université a ses propres règles de notation (GPA), qui sont différentes du système de la plupart des universités dans le monde. L'université de Tabriz est bien connue comme une université difficile avec un faible GPA, en particulier en génie civil, électrique et mécanique.

## Facultés et collèges
- Faculté d'agriculture d'Ahar
- Faculté d'agriculture
- Faculté de médecine vétérinaire
- Faculté de biologie
- Faculté de génie chimique et pétrolier
- Faculté de chimie
- Faculté de génie civil
- Faculté des sciences de l'aménagement et de l'environnement
- Faculté d'économie, de gestion et de commerce
- Faculté d'éducation et de psychologie
- Faculté de génie électrique et informatique
- Faculté de génie - Technologies émergentes
- Faculté de droit et sciences sociales
- Faculté des sciences mathématiques
- Faculté d'ingénierie mécanique
- Faculté des sciences naturelles
- Faculté de persan et de langues étrangères
- Faculté d'éducation physique et des sciences du sport
- Faculté de physique[2]

## Classements mondiaux

### Classement en Iran
L'université de Tabriz est toujours l'une des 10 meilleures universités d'Iran et a été classée 5e parmi les universités complètes. Seize membres du corps professoral figuraient parmi les 1% des meilleurs scientifiques du monde en 2021.

### Classement des sujets
Nouvelles américaines et rapport mondial en 2022
| Sujet                                 | Classement mondial |
| ------------------------------------- | ------------------ |
| Génie civil                           | 39                 |
| Génie mécanique                       | 77                 |
| Énergie et carburants                 | 93                 |
| Ingénierie                            | 134                |
| Sciences agricoles                    | 171                |
| Ingénieur chimiste                    | 184                |
| Ingénierie électrique et électronique | 208                |
| Optique                               | 248                |
| Chimie                                | 396                |
| Science des matériaux                 | 460                |
| Environnement et Écologie             | 469                |
| Sciences végétales et animales        | 480                |
| Chimie physique                       | 489                |

Classement mondial des universités du Times Higher Education en 2022
| Sujet                     | Classement mondial | Classement en Iran |
| ------------------------- | ------------------ | ------------------ |
| Ingénierie et technologie | 201-250            | 2                  |
| Informatique              | 501-600            | 7                  |
| Sciences de la vie        | 401-500            | 1                  |
| Clinique et santé         | 501-600            | 11                 |
| Sciences physiques        | 501-600            | 10                 |

Classement académique des universités mondiales en 2022
| Sujet                                  | Classement mondial |
| -------------------------------------- | ------------------ |
| Ressources en eau                      | 51-75              |
| Science et technologie des instruments | 101-150            |
| Science et technologie alimentaires    | 101-150            |
| Génie mécanique                        | 151-200            |
| Génie civil                            | 151-200            |
| Génie chimique                         | 301-400            |
| Sciences et ingénierie de l'énergie    | 301-400            |
| Ingénierie électrique et électronique  | 401-500            |

## Instituts
Pour ses travaux de recherche, l'université est reconnue comme centre d'excellence dans six domaines : études géographiques du nord-ouest de l'Iran ; biologie ; mécatronique ; sélection végétale moléculaire ; nouveaux matériaux et chimie propre ; photonique et plasma.
- Centre d'excellence en systèmes mécatroniques
- Physique appliquée et astronomie
- Sciences fondamentales
- Géographie
- Histoire et culture iraniennes
- Sciences islamiques et humaines
- Sciences sociales
- Environnement

## Collaboration internationale
L'université de Tabriz joue un rôle actif dans les associations internationales, par exemple (IUC), (ESRUC) et (KUNIB). L'université de Tabriz a été membre à part entière du conseil d'administration de l'Association internationale des universités (AIU) de 2008 à 2012. De plus, il a signé 90 protocoles d'entente avec différentes universités pour mener des programmes conjoints.
Dans le CWTS Leiden Ranking 2022 (un indicateur de collaboration internationale), l'université de Tabriz s'est classée 581e au monde et 8e en Iran.

## Personnalités liées à l'université

### Chanceliers

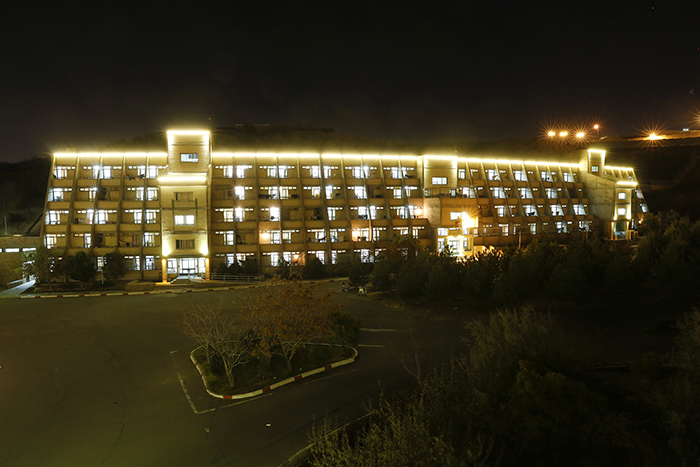
Dortoir de l'université.

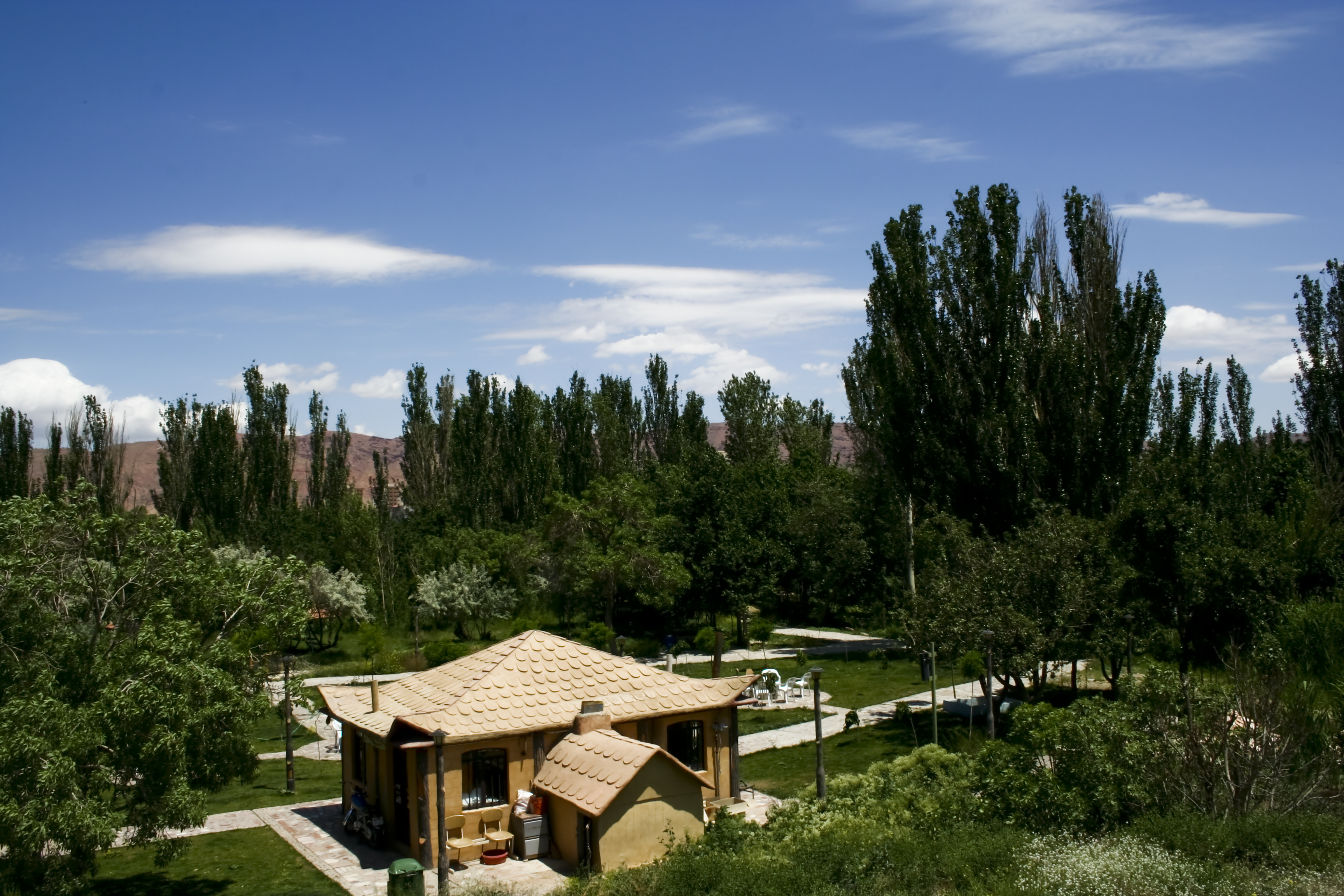
Jardin de l'université.

| Chancelier                    | Titularisation | Alma mater                    | Spécialité           |
| ----------------------------- | -------------- | ----------------------------- | -------------------- |
| Khanbaba Bayani               | 1947–1950      | Faculté des lettres de Paris  | Littérature          |
| Manouchehr Eghbal             | 1950–1952      | Faculté de médecine de Paris  | Médecine             |
| Seyyed Mohammad Sajjadi       | 1952           | Faculté de droit de Paris     | Droit                |
| Mohsen Hashtroodi             | 1952–1953      | Faculté des sciences de Paris | Mathématiques        |
| Nasser-Gholi Ardalan          | 1953           | Université libre de Bruxelles | Droit                |
| Mohammad-Shafi Amin           | 1953–1956      | Université de Téhéran         | Médecine             |
| Abass-Gholi Golshaiyan        | 1956–1957      | Dar ul-Funun                  | Droit                |
| Gholam-Ali Bazargan-Dilmaqani | 1957–1964      | Université de Téhéran         | Sciences             |
| Mohammad-Ali Saffari          | 1964–1967      | Military University of Russia | Sciences militaires  |
| Taqi Sarlak                   | 1967           | and                           | Ingénierie mécanique |
| Houshang Montaseri            | 1967–1968      | Université de Strasbourg      | Mathématiques        |
| Manouchehr Taslimi            | 1968–1972      | University College de Londres | Philosophie          |
| Aliakbar Hassanzadeh          | 1972           | Université de Téhéran         | Médecine             |
| Hamid Zahedi                  | 1972–1975      |                               | Droit                |
| Mohammad-Ali Faqih            | 1975–1977      |                               | Littérature          |
| Manouchehr Mortazavi          | 1977–1978      | Université de Téhéran         | Littérature          |
| Ghobad Fathi                  | 1978–1979      | Université de Téhéran         | Médecine             |
| Abolfath Seqatoleslam         | 1979           | Université de Téhéran         | Médecine             |
| Hassan Baroughi               | 1979–1980      | Université Paris-Saclay       | Agriculture          |
| Hossein Sadeghi-Shoja         | 1980–1983      | Collège royal de chirurgie    | Médecine             |
| Husain Saiflu                 | 1983–1986      | Université de Stirling        | Mathématiques        |
| Seyyed-Mehdi Golabi           | 1989–1991      | Université Paris-Saclay       | Chimie/Pharmacie     |
| Mohammad-Hosein Pour-Feyzi    | 1991–2002      | Université du pays de Galles  | Sciences             |
| Mohammad-Reza Pour-Mohammadi  | 2002–2005      | Université de Cardiff         | Urbanisme            |
| Mohammad-Hosein Sorour-odin   | 2005–2008      | Université de Birmingham      | Chimie               |
| Mohammad-Taqi Alavi           | 2008–2012      | Université de Téhéran         | Philosophie          |
| Parviz Azhideh                | 2012–2014      | Université Allameh Tabataba'i | Littérature          |
| Mohammad-Reza Pour-Mohammadi  | 2014–2018      | Université de Cardiff         | Urbanisme            |
| Mir-Reza Majidi               | 2018–2021      | Université de Wollongong      | Chimie               |
| Safar Nasrollahzadeh          | 2021–présent   | Université de Tabriz          | Écologie             |

### Étudiants
- Samad Behrangi - écrivain iranien et critique social
- Azim Gheychisaz - alpiniste iranien[7]
- Faraj Sarkohi - journaliste iranien et critique d'alphabétisation
- Gholam Hossein Saedi - écrivain et dramaturge
- Hooshang Amirahmadi - analyste politique, président du conseil américano-iranien[8]
- Mehdi Bakeri - ancien commandant en chef du Corps des gardiens de la révolution islamique
- Ali Akbar Entezami - père de la chimie et de la science des polymères de l'Iran[9]
- Ali Saeedlou - Vice-président de l'Iran
- Ali Abdolalizadeh - ancien ministre du Logement de l'Iran[10]
- Easmaeil Jabbarzadeh - gouverneur de l'Azerbaïdjan oriental
- Ebrahim Rezaei Babadi - homme politique, gouverneur général de la province de Kermanshah
- Kaveh Madani - chef adjoint du Département iranien de l'environnement.